# Cristiana Kopke

Capa do maxi-single La Nuit Americaine.

Cristiana Kopke (Lourenço Marques, 1953), é uma compositora, letrista e cantora portuguesa. Escreveu letras de canções para vário bandas como as Doce e artistas como Dina e Pedro Malagueta, e fez parte do Duo Sarabanda com Armando Gama. O seu disco La Nuit Americaine, é considerado um dos melhores discos de synthpop produzido em Portugal. 

## Biografia
Cristiana Kopke, também conhecida como Kris Kopke, nasceu em Moçambique onde o avô era governador, em 1953.  Quatro anos mais tarde vai para Portugal, onde fica a morar em Lisboa até aos seis anos, altura em vai para Paris.  Regressa a Portugal após o divórcio dos pais e vai estudar no Liceu Francês, do qual é convidada a sair. 
Em 1974, começa a trabalhar como assistente de produção do maestro Thilo Krassman, para quem escreve letras para os jingles compostos por este. 
Numas férias no Algarve, conhece Armando Gama em Alvor e começa a namorar com ele.  Juntos formam o duo Sarabanda que, em 1980, concorre ao Festival da Canção ficando em 5º lugar, na primeira semi-final, com a canção Made in Portugal.  Paralelamente, escreve para vários artistas e bandas, nomeadamente as Doce, Dina, Pedro Malagueta, Luis Pedro Fonseca, e foi responsável pela adaptação de temas estrangeiros para cantores como o Marco Paulo.  Após o fim dos Sarabanda, cantou com os Arte & Ofício e os Trabalhadores do Comércio. 
Lança o seu único disco a solo, em 1982, com o pseudónimo de Kris Kopke. Este foi editado pela Polygram, produzido por Carlos Maria Trindade, dos Heróis do Mar, e que contou com a participação de António Avelar Pinho e Ana Zanatti, entre outros.  Este maxi-single, recebe o título La Nuit Américaine, em homenagem ao realizador francês François Truffaut e é considerado um dos melhores discos de synthpop produzido em Portugal.  

## Discografia
A sua discografia é composta por: 
- 1978 - Coisa Simples, single dos Sarabanda [10][3]

- 1981 - Export, único álbum dos Sarabanda [13]

- 1982 - La Nuit Americaine, álbum a solo, editado pela Polygram
- 1987 - Colectânea da novela Palavras Cruzadas

## Ligações Externas
- Canal Q | Cristiana Kopke entrevistada por Pedro Paulos e Marta Rocha
- Arquivos RTP | Festival RTP da Canção de 1980: Canção “Made in Portugal” pelo Duo Sarabanda